# Ylva Skog
Ylva Skog, född 9 februari 1963, är en svensk tonsättare. Hon skriver främst kammarmusik men även orkester-, kör- och elektroakustisk musik.
Hon studerade 1994–99 komposition vid Kungliga Musikhögskolan i Stockholm för bl.a. Lars Ekström, Lars-Erik Rosell och Pär Lindgren och avlade en masterexamen.
Hennes porträtt-cd Terra firma var 2010 nominerad för en Grammis.

## Verk

### Orkesterverk
- Blend för orkester och trumpetsolist (1993)
- Sortie et entrée för kammarorkester (1996)
- Revelj! för symfonisk blåsorkester (1996)
- Modus vivendi för orkester (1996–97)
- They Call Her Love för stråkorkester (1998)
- Horror vacui för orkester (1999/2000)
- Terra incognita för symfoniorkester (2001)
- Pianokonsert nr 1 (2005/2011)
- Persefone, trumpetkonsert nr 2 (2013)
- Violinkonsert nr 1 (2015)

### Körmusik
- Frogs för blandad kör till text av Buddhadeb Bosu (1994)
- Twilight för blandad kör och 3 slagverkare till text av Walujati (1997)
- Rännil för 8-stämmig blandad kör till text av Carl Erik af Geijerstam (1999–2000)
- Midvinternatten för manskör till text av Viktor Rydberg (2000)
- Höjda röster för blandad kör till text av tonsättaren (2000)
- Snigeln för blandad kör till text av Carl Erik af Geijerstam (2010)

### Kammarmusik
- Vinterpoem för fyrhändigt piano (1989)
- Solostycke för flöjt (1990?)
- Tre distraktioner för stråkkvartett (1991?)
- Platå för trumpet och piano (1992)
- Tendens för piano (1992)
- Lost in a Tunnel för trombon (1993)
- XII Breathings för 1–2 gitarrer (1994)
  - Version för trumpet och trombon (1994)
- Hit & Bow för cello och slagverk (1994)
- Bon voyage! för brasskvintett (1995)
- Rim och reson för saxofonkvartett (1995)
- Hej trombon! för trombon och tape (komponerad tillsammans med Iwo Myrin, 1995)
- Septetten för klarinett, fagott, trumpet, trombon, slagverk, violin och kontrabas (1997)
- Inspired Integration för piano (1997)
- Fyra sånger för alt, violin, viola, cello, kontrabas och slagverk till text av Bruno K. Öijer (1997–98)
- Terra firma för altflöjt, gitarr viola och cello (1998)
  - Version för blockflöjt, gitarr, viola och cello (2001)
- Do You Mind? för kammarorkester (1999)
- Ça va? Ça va! för flöjt och gitarr (1999)
- Blue Cha-Cha för flöjt, gitarr, viola och cello (2002)
- Vibracell för vibrafon och marimba (2002–03)
- Baudelairesånger för gitarr och sopran/mezzo till text av Charles Baudelaire i svensk översättning av Ingvar Björkeson (2003)
  1. ”O vaggerska”
  2. ”När mörkret omsider stiger”
  3. ”Till konstfullt uttänkt list”
  4. ”Låt oron fly”
- Syster Sol för violin, viola, gitarr, piano och basklarinett (2004)
- On Tour för gitarr (2005)
- On Grand Tour för gitarrduo (2005)
- Pianosolostycke (2006)
- Noued Vitale för cello (2006)
- Crocheted Butterfly för sopranblockflöjt och tape (2007)
- Sten Hansonsvit för sopran, flöjt och gitarr till text av Sten Hanson (2008)
  1. ”Den första vårdagens kyliga skärpa”
  2. ”Att återfinna”
  3. ”Kust i norr”
- Pas de deux för tenorblockflöjt och altsax (2008)
- Pianotrio i tre satser (2010)
- Four Shadows för violin och piano (2010–11)
- Jag ville jag vore för sopran, tenor, baryton, flöjt och piano till text av Gustaf Fröding (2014)
- Nostalgia för gitarr (2014)
- Blodmåne för piano (2016)
- Månskära för piano (2016)
- Månstenar för piano (2016)
- Fullmåne för piano (2016)

### Elektroakustisk musik
- Vaggsång för fiskar för tape (1992)
- Genesis (1998)
- Another Scent (komponerad tillsammans med Jonas Broberg, 1999)
- Sagobiljetten (2005)
- Rampljus (2006)
- DJ Ylva (2008)